# Бенисиу, Мурилу
Мури́лу Бени́сиу Рибе́йру (порт. Murilo Benício Ribeiro; род. 13 июля 1971, Нитерой, Рио-де-Жанейро) — бразильский актёр и режиссёр. Известен своими ролями в фильмах и телесериалах, таких как «Женщина сверху», «Клон», «Шоколад с перцем» и «Проспект Бразилии».

## Биография
Родился 13 июля 1971 года в пригороде Рио-де-Жанейро в Нитерой в многодетной семье Марио Луиса Бенисиу — одного из руководителей Банка Бразилии. О желании стать актёром Бенисиу заявил родителям в 8 лет, насмотревшись фильмов с Чарли Чаплином. Отец руководил банком, мать преподавала.
В 1989 году Бенисиу отправился в Калифорнию. В Сан-Франциско мыл полы, чистил стёкла, был официантом и доставщиком пиццы. Он вернулся в Бразилию, где во время праздников началось прослушивание актёров в мастерской «Rede Globo». Его дебют состоялся в 1993 году, когда он снялся в сериале «Хищник», однако известность к актёру пришла только 5 лет спустя — после выхода на экраны теленовеллы «Во имя любви». Бенисиу стал появляться не только в сериалах, но и в большом кино, получил приглашение в Голливуд. В 2000 году он снялся в фильме «Женщина сверху» вместе с Пенелопой Крус. Вернувшись домой, продолжил кинематографическую карьеру, снявшись в сериале «Клон», в котором он сыграл трёх персонажей.

## Личная жизнь
С 1996 по 1999 год был женат на актрисе, Алессандре Негрини. От этого брака есть сын Антонио. 
С 1999 по 2001 год находился в отношениях с актрисой, Каролиной Феррас
В 2001 году он познакомился с актрисой, Джованной Антонелли на съёмках сериала «Клон». В 2002 году они начали встречаться, но в 2004 году они расстались на пару месяцев. В 2005 году они воссоединились и у них родился сын, Пьетро. В 2006 году они окончательно расстались.. 
В 2012 году он подтвердил, что имеет отношения с актрисой, Деборой Фалабеллой.
С 2020 года находится в отношениях с сценаристкой, Мануэллой Диас.

## Фильмография

### Телевидение
- 1993 — Хищник — Фабрисиу
- 1997 — Во имя любви — Леонарду
- 2000 — Женщина сверху —  Тони Оливейра / Toni Oliveira
- 2001 — Возможная любовь —  Карлос / Carlos
- 2001 — Клон —  Лукас / Диогу / Лео
- 2003 — Человек года —  Мигел / Maiquel
- 2003 — Шоколад с перцем —  Данилу / Danilo
- 2004 — Секс, любовь и измена —  Карлос / Carlos
- 2005 — Америка —  Себастиау да Силва Ижину
- 2006 — Большой конфуз —  Артур Фортуна (Туту)
- 2008 — Фаворитка —  Доди
- 2009 — Закон силы —  Тенет Уилсон
- 2010 — Шумиха — Арикленес Мартинш
- 2012 — Проспект Бразилии — Жоржи Тайфун
- 2012 — А потом… Съел? — Уолни
- 2014 — Украденные любовью — Жайме
- 2014 — Поколение Бразилии — Жонас Мара
- 2016 — Ничего не будет как прежде — Сауло Рибейро
- 2017 — Развод — Жулио
- 2017 — Ласковый зверь — Инасио
- 2019 — Если сейчас закрою глаза — Адриано Маркес Торрес
- 2019—2022 — Любовь матери — Раул Мартинелли
- 2022 Пантанал - Тенорио
- 2024 — Справедливость-2  — Жайме